# Godzimierz (województwo zachodniopomorskie)
Godzimierz (niem. Friedrichshof) – osada w Polsce położona w województwie zachodniopomorskim, w powiecie szczecineckim, w gminie Szczecinek.
Do 1954 część miasta Szczecinek.